# 结构力学
結構力學是力學的一個分支，主要研究對象是由杆件组成的結構。它是機械專業和土木專業學生必修的學科，應用於建築業和機械製造業等領域。結構力學研究的内容包括結構的組成規則，結構在各種效應（外力，温度效應，施工誤差及支座變形等）作用下的響應，包括内力（軸力，剪力，彎矩，扭矩）的計算，位移（線位移，角位移）計算，以及結構在動力荷載作用下的动力響應（自振周期，振型）的計算等。其基本任务包括进行结构组成分析、结构力学分析和结构稳定性分析。随着现代工程科技的进步和电子计算机的发展，工程实际中对复杂结构的在各种因素作用下的分析向结构力学理论和方法的发展提出了更高的要求，促使传统的经典结构力学发展出了两大分支：计算结构力学和概念结构力学。
结构力学通常有三种分析的方法：靜力法、動力法、能量法、力法、位移法、彎矩分配法，由位移法衍生出的矩陣位移法後來發展出有限元法，成為利用計算機進行結構計算的理論基礎。
1. ↑  朱慈勉, 张伟平. 结构力学[M]. 3版. 北京: 高等教育出版社, 2016.